# にっぽん列島朝いちばん
にっぽん列島朝いちばん（にっぽんれっとうあさいちばん）は、NHK総合テレビジョンで1985年4月1日から1988年4月2日まで放送された早朝の情報番組である。月曜日から土曜日まで6時15分 - 6時45分に放送された。『明るい農村』の後継番組にあたる。

## 概要
農業関連情報や各地の旬の食材のレポートなどを提供した。
1986年12月26日まではBS1、1986年12月27日からはBS2で放送。
「NHKニュースワイド」の時間枠拡大に伴う発展解消に伴い、総合テレビにおける農業関連の帯番組は消滅することとなったが、この発展解消によってスタートした「NHKモーニングワイド」内では、農漁村向けの情報コーナーとして6時台に「にっぽん列島ピックアップ」というコーナーを設け継承した。

## 司会者
岸以外は日本放送協会アナウンサーが担当した。
- 平日
  - 松田輝雄
  - 畑恵（1985年4月 - 1986年9月）
  - 堀江さゆみ（1986年10月 - 1988年4月）
- 土曜日
  - 相川浩
  - 岸ユキ